# Ecomuseo dell'alabastro
L'ecomuseo dell'Alabastro si trova a Volterra in via Sarti accanto alla Pinacoteca cittadina.
Sono esposte diverse opere d'arte antiche e anche opere di artigiani contemporanei.
Vi è anche ricostruita una bottega artigianale con gli utensili utilizzati.